# 2001 DB106
2001 DB106 est un objet transneptunien faisant partie des cubewanos, observé pour la première fois en 2001, de diamètre environ 150 km.